# Paradise Theater
Paradise Theatre är ett musikalbum av Styx. Albumet som är Styx tionde, har också släppts på vinyl.

## Låtlista
1. A.D. 1928
2. Rockin' The Paradise
3. Too Much Time On My Hands
4. Nothing Ever Goes As Planned
5. The Best Of Times
6. Lonely People
7. She Cares
8. Snow Blind
9. Half-Penny, Two-Penny
10. A.D.1958
11. State Street Sadie